# Julião de Oliveira Lacaille
Julião de Oliveira Lacaille (Rio de Janeiro, 30 de junho de 1851 — Rio de Janeiro, 6 de setembro de 1926) foi um astrônomo e engenheiro brasileiro. 

## Vida
Em 1871, o Imperador D. Pedro II ofereceu ao cientista francês Emmanuel Liais a direção do Imperial Observatório do Rio de Janeiro, que aceitou o convite sob condição de que a ele fosse permitido modernizar a instituição e qualificar seus quadros. Para tanto, o Visconde de Prados, na condição de diretor interino, no ano seguinte solicitou ao Ministério da Guerra, ao qual a Escola Militar estava subordinada, que dois alunos do Observatório, Julião de Oliveira Lacaille e Francisco Antônio de Almeida Júnior, fossem enviados à França para estudar astronomia. O pedido foi deferido em junho de 1872 e o período de estudos no exterior foi definido como sendo de três anos.
Realizou as medições do trânsito de Vênus no Observatório de Olinda em 1882.
Incialmente contratado como adido do Imperial Observatório em 1875, foi promovido a adjunto em fevereiro de 1879, sendo efetivado como astrônomo interino em julho de 1881, aonde permaneceu até sua exoneração em 1894.
Participou, com outros membros do Observatório Nacional, da Comissão Exploradora do Planalto Central do Brasil em 1894, que tinha como objetivo objetivo descobrir um local adequado para abrigar a nova capital do país.

## Títulos honoríficos
- Comendador da Ordem de Isabel a Católica;[7]
- Cavaleiro da Imperial Ordem da Rosa (1883)[10]

## Publicações
- Sur une curieuse modification du noyau de la grande Comète. Paris. Acad. Sci. Compt. Rend. 96, 1884,